# Dictyocladium biseriale
Dictyocladium biseriale is een hydroïdpoliep uit de familie Sertulariidae. De poliep komt uit het geslacht Dictyocladium. Dictyocladium biseriale werd in 1993 voor het eerst wetenschappelijk beschreven door Vervoort. 